# Eparchia di Lyskovo

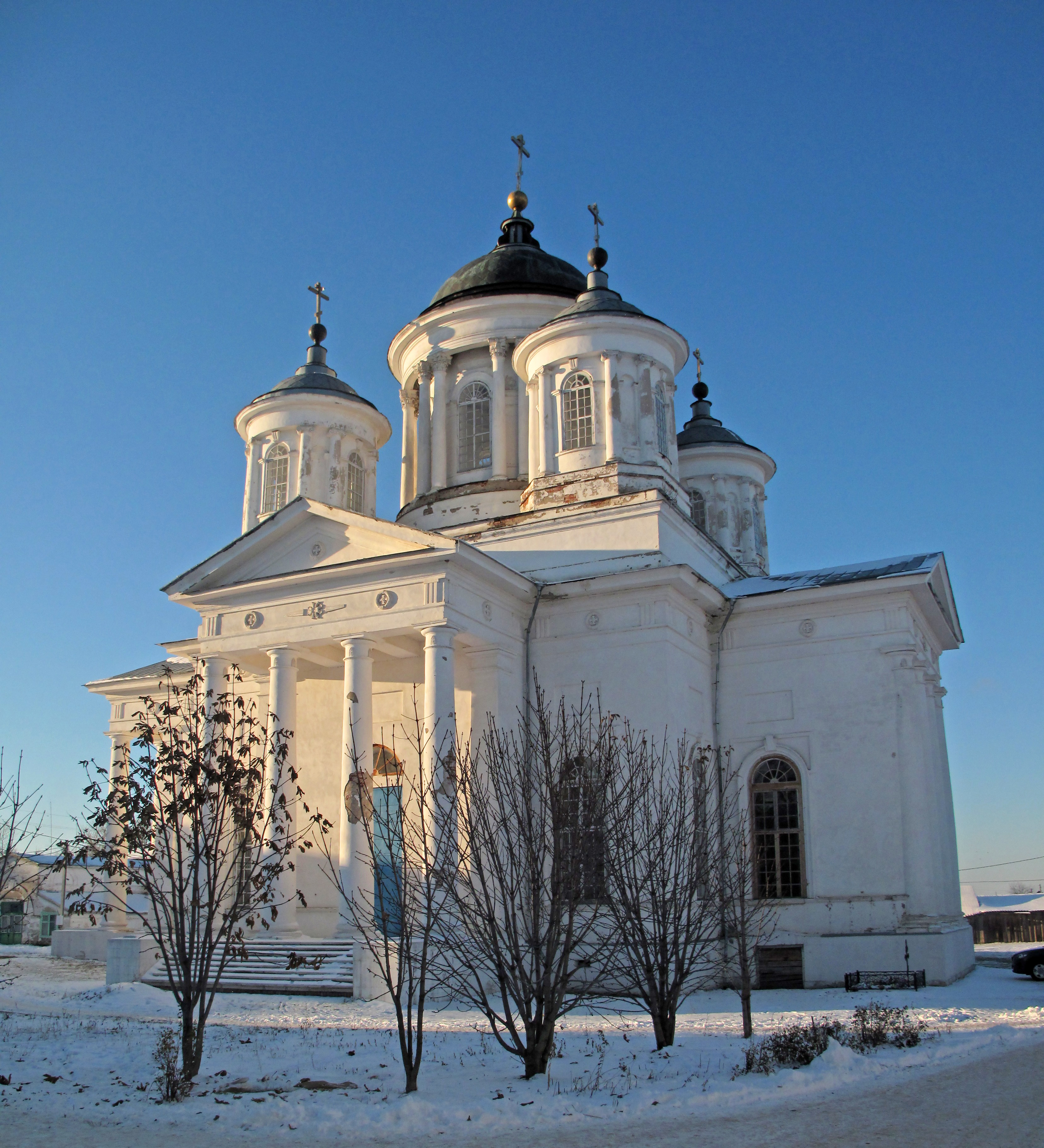
La cattedrale dell'Ascensione di Lyskovo.

L'eparchia di Lyskovo (in russo Лысковская епархия?) è una diocesi della Chiesa ortodossa russa, appartenente alla metropolia di Nižnij Novgorod.

## Territorio
L'eparchia comprende le città di Pervomajsk e Perevoz, e i rajon Bol'šeboldinskij, Bol'šemuraškinskij, Buturlinskij, Vadskij, Vorotynskij, Gaginskij, Knjagininskij, Krasnooktjabr'skij, Lukojanovskij, Lyskovskij, Pil'ninskij, Počinkovskij, Sergačskij, Sečenovskij, Spasskij e Šatkovskij nella parte sud-orientale dell'oblast' di Nižnij Novgorod.
Sede eparchiale è la città di Lyskovo, dove si trova la cattedrale dell'Ascensione.
L'eparca ha il titolo ufficiale di «eparca di Lyskovo e Lukojanov».

## Storia
L'eparchia è stata eretta dal Santo Sinodo della Chiesa ortodossa russa il 15 marzo 2012, ricavandone il territorio dall'eparchia di Nižnij Novgorod, e contestualmente è entrata a far parte della metropolia di Nižnij Novgorod.